# Winnaretta Singer

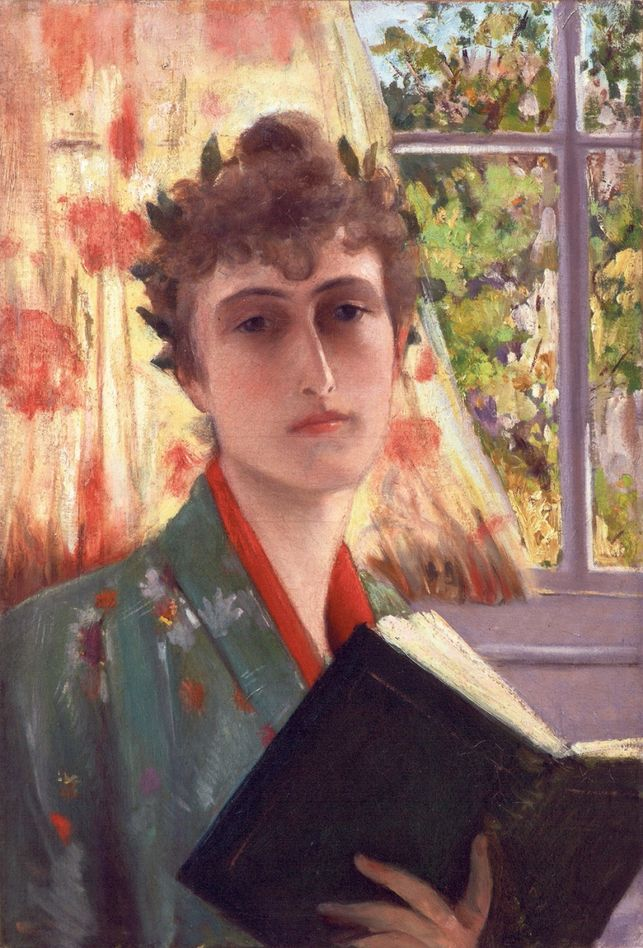
Winnaretta Singer: Selbstporträt (ca. 1885)

Winnaretta Singer, genannt Winnie (* 8. Januar 1865 in Yonkers, New York; † 26. November 1943 in London) war eine Musikmäzenin und Erbin von Isaac Merritt Singer, der sein Vermögen mit der Nähmaschinenfabrik I.M. Singer & Company begründet hatte. Durch Eheschließungen wurde sie zuerst Comtesse Louis de Scey-Montbéliard, später Princesse Edmond de Polignac.

## Leben
Winnaretta Singer war eines der jüngeren unter den 20 Kindern von Isaac Merritt Singer. Kurz nach ihrer Geburt siedelte die Familie nach Paris über, 1870 nach England. 1875 starb der Vater und hinterließ ein riesiges Vermögen. Die Mutter zog wieder nach Paris und führte an der Avenue Kléber einen künstlerischen Salon. Winnaretta erhielt bei Louis-Ernest Barrias eine Ausbildung als bildende Künstlerin und stellte auch in den Salons aus. Die von ihr gewünschte Ausbildung zur Musikerin wurde ihr versagt.
Ihre Mutter arrangierte gegen den Willen der lesbischen Winnaretta 1887 eine Ehe mit Graf Louis de Scey-Montbéliard. Diese Ehe wurde 1891 durch die katholische Kirche annulliert, was als Hinweis darauf verstanden werden kann, dass es nie zum Vollzug der Ehe kam. Ihre Homosexualität löste in den 1920er Jahren einen kurzfristigen Skandal aus.

Claude Monet: Palazzo Contarini (1908)

1893, im Alter von 29 Jahren, ging sie jedoch bewusst eine „Getrennte Betten“-Ehe mit dem 30 Jahre älteren, homosexuellen Prinzen Edmond de Polignac ein. Die Ehe hielt bis zu seinem Tode im Jahre 1901. Nach dem Suizid ihrer Schwester Isabelle im Jahre 1896 übernahm sie die Erziehung von deren Kindern; die Tochter wurde als Daisy Fellowes zu einer der wichtigsten Gesellschaftsgrößen des 20. Jahrhunderts. Von 1923 bis zu ihrem Tod war ihre Lebensgefährtin Violet Trefusis.
Gemeinsam mit ihrem Ehemann gründete sie den einflussreichen Pariser Salon de Polignac. 1928 gründete sie die Fondation Singer-Polignac. Als Musikmäzenin vergab sie über zwanzig Auftragsarbeiten an Komponisten. Dazu gehören unter anderem Igor Strawinskis Renard, Erik Saties Socrate und die 2. Sinfonie von Kurt Weill. Maurice Ravel widmete ihr Pavane pour une infante défunte.
In ihrem Landhaus in Jouy-en-Josas verkehrten unter anderem Marcel Proust, Jean Cocteau, Claude Monet, John Singer Sargent, Djagilew sowie Colette. Manuel de Fallas El retablo de maese Pedro wurde in ihrem Haus uraufgeführt. In Venedig erwarb sie 1900 den Palazzo Contarini, in den unter vielen anderen Artur Rubinstein, Enrico Caruso und Nellie Melba eingeladen wurden.
Singer förderte darüber hinaus eine ganze Reihe weiterer Kunstschaffende ihrer Zeit, darunter Nadia Boulanger, Clara Haskil, Arthur Rubinstein, Vladimir Horowitz, Ethel Smyth, Adela Maddison, die Ballets Russes, die Pariser Oper und das Orchestre Symphonique de Paris. Ihre Gemäldesammlung, zu der neben Édouard Manets Die Lektüre auch einige Gemälde von Claude Monet gehörten, gelangten 1944 als ihr Vermächtnis in den Louvre. Ihre Stiftung bezog das Stadtpalais an der Rue Georges-Mandel 43 in Paris.